# تپه ذوالفقاری ۳
تپه ذوالفقاری ۳ مربوط به دوره اشکانیان است و در شهرستان زابل، بخش شیب آب، دهستان محمدآباد، ۱۵۵۰ متری جنوب روستای ذوالفقاری واقع شده و این اثر در تاریخ ۲۷ اسفند ۱۳۸۶ با شمارهٔ ثبت ۲۲۶۷۲ به‌عنوان یکی از آثار ملی ایران به ثبت رسیده است.